# Бауцен
Ба́уцен (нім. Bautzen) або Будишин (в.-луж. Budyšin, н.-луж. Budyšyn) — місто на сході Німеччини, у землі Саксонія. Центр однойменного адміністративного району.

## Географія
Місто лежить за 50 км на схід від Дрездена на річці Шпрее.

## Транспорт
Будишин розташовано на залізничній гілці Дрезден — Вроцлав, що забезпечує, зокрема, залізничне сполучення з містом Гьорліц. Найближчий міжнародний аеропорт Дрезден-Клоцше лежить на відстані близько 50 км. Міські пасажирські перевезення забезпечують сім автобусних маршрутів.

## Населення
Населення становить 38 006 ос. (станом на 31 грудня 2020). У Будишині та його районі значну частину населення становлять лужичани — слов'янська народність, що здавна проживає в басейні верхньої і середньої течії річки Шпрее. Місто є центром лужицької культури та неофіційною столицею Верхньої Лужиці.

## Економіка
У місті діють підприємства, що спеціалізуються на вагонобудуванні, металообробці, виробництві паперу.

## Пам'ятки
- Вуричанський стовб — історичний пам'ятник, що знаходиться на території села Вуріци.
- Миклаушк — кладовище в Старому місті, з захороненням відомих діячів серболужицької культури.
- Новий Вассеркунст.
- Собор Св. Петра — співкафедральний собор католицької єпархії Дрезден-Мейсена.
- Старий Вассеркунст.
- Тухорське кладовище.
- Недалеко від Баутцена, у передмісті Клайнвелька, знаходиться Парк динозаврів.

## Галерея

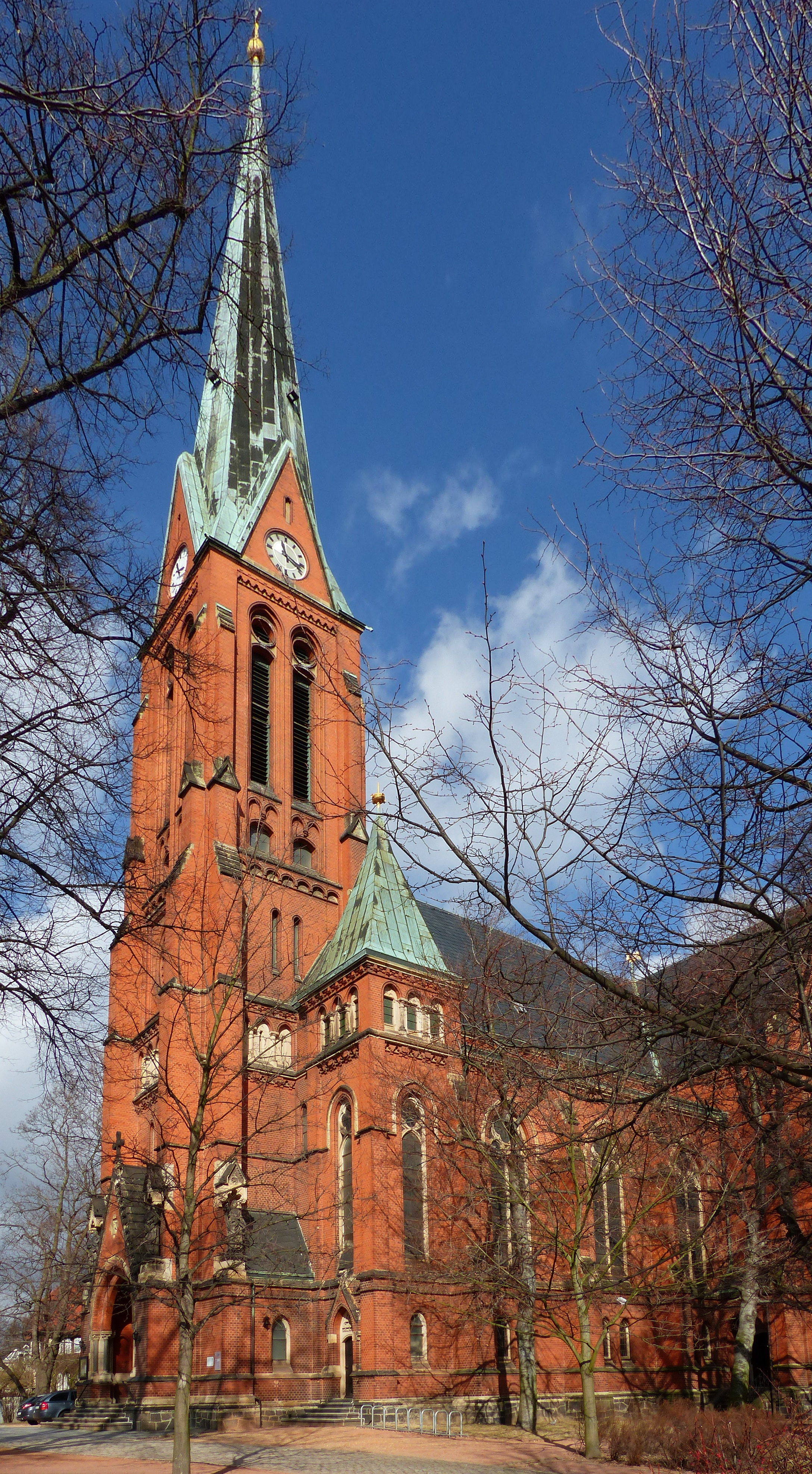
Кірха Марії і Марти
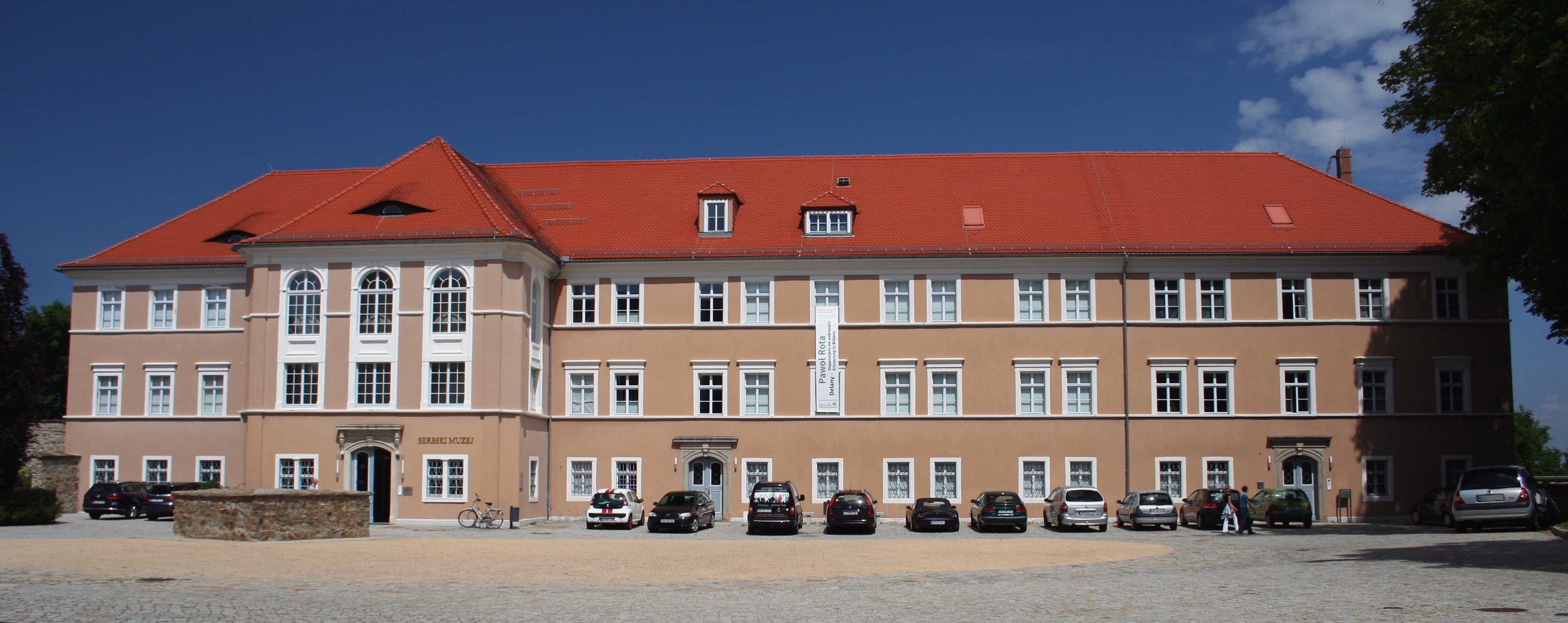
Сербський музей
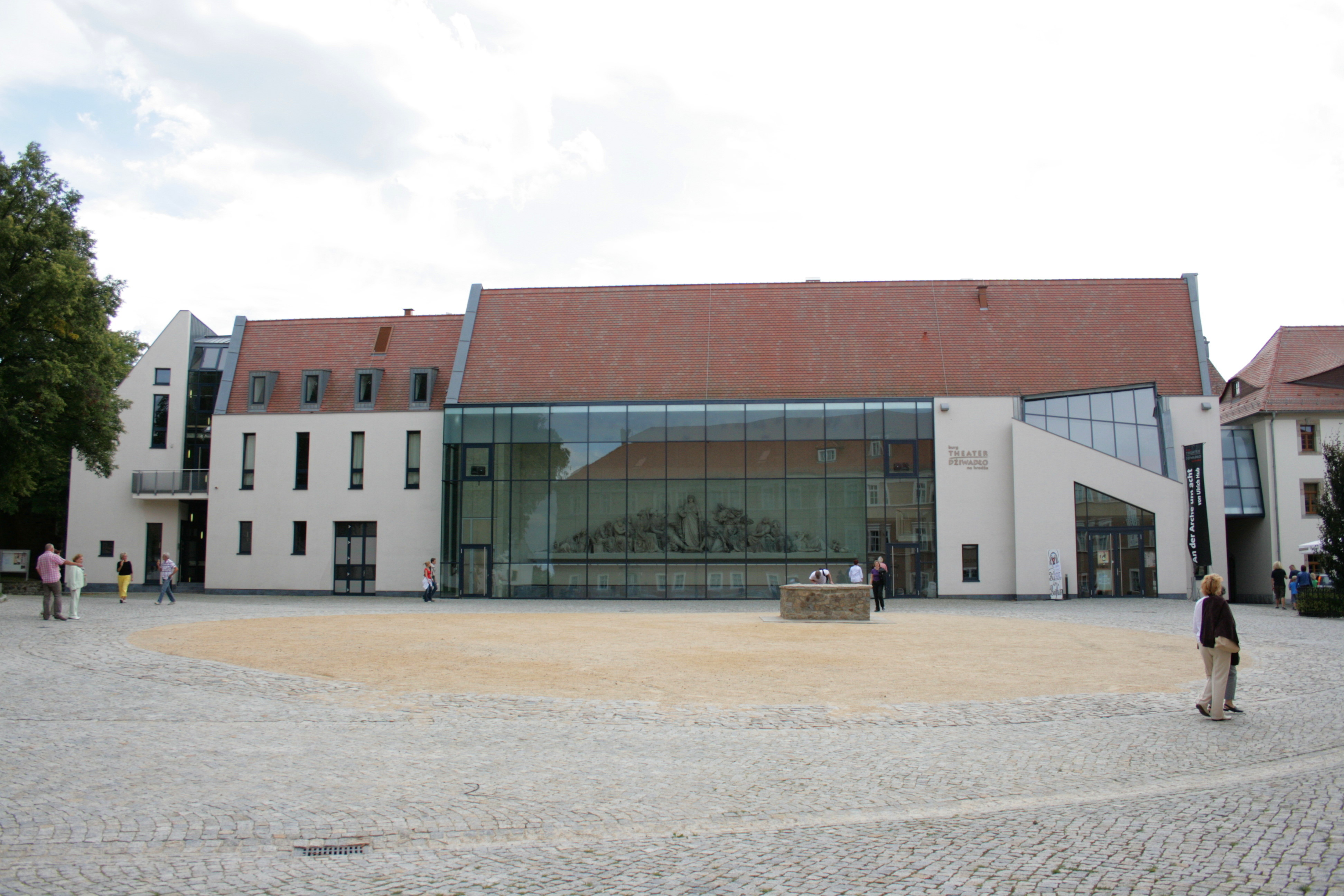
Німецько-серболужицький народний театр
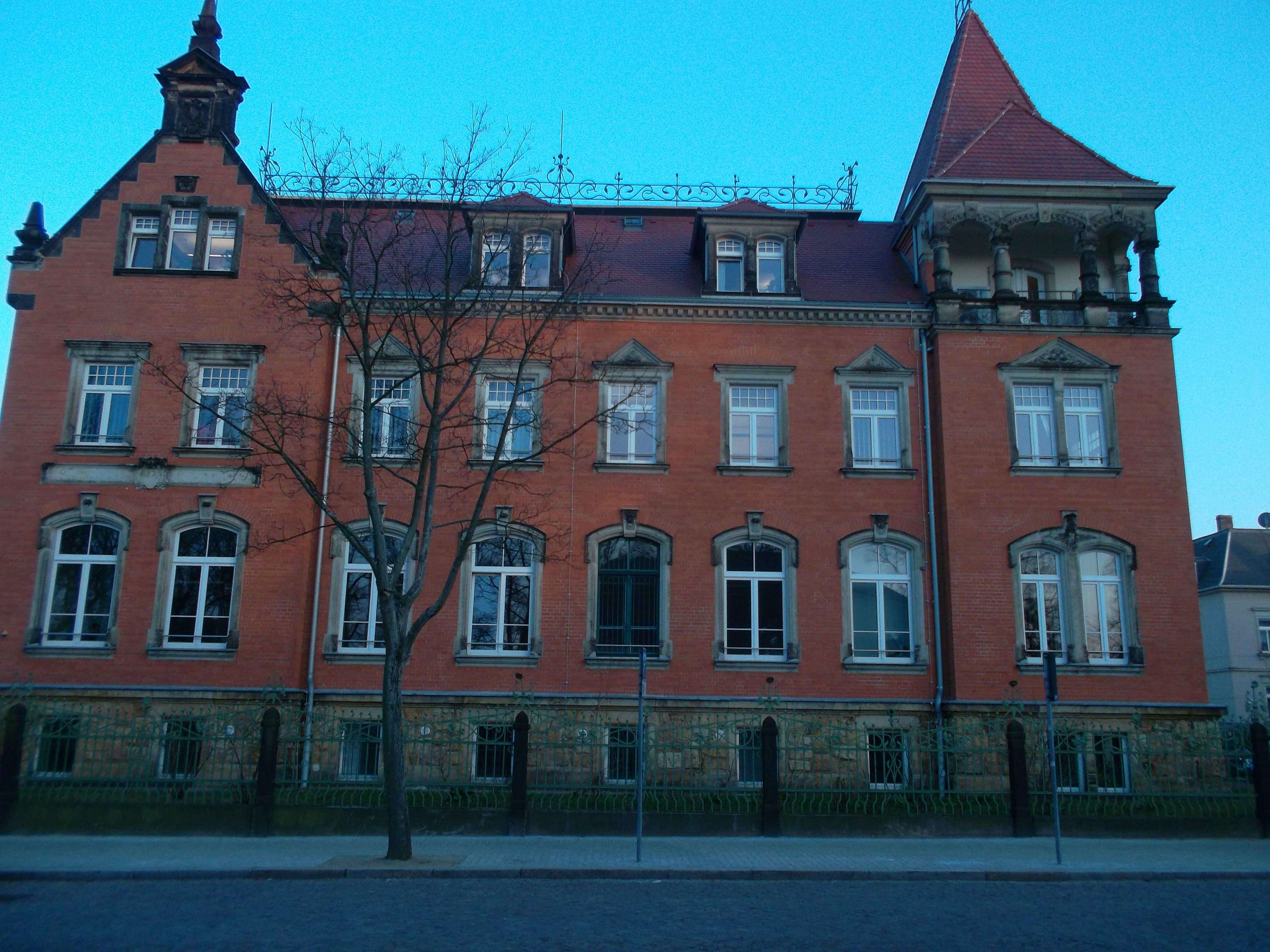
Поліцейський відділок
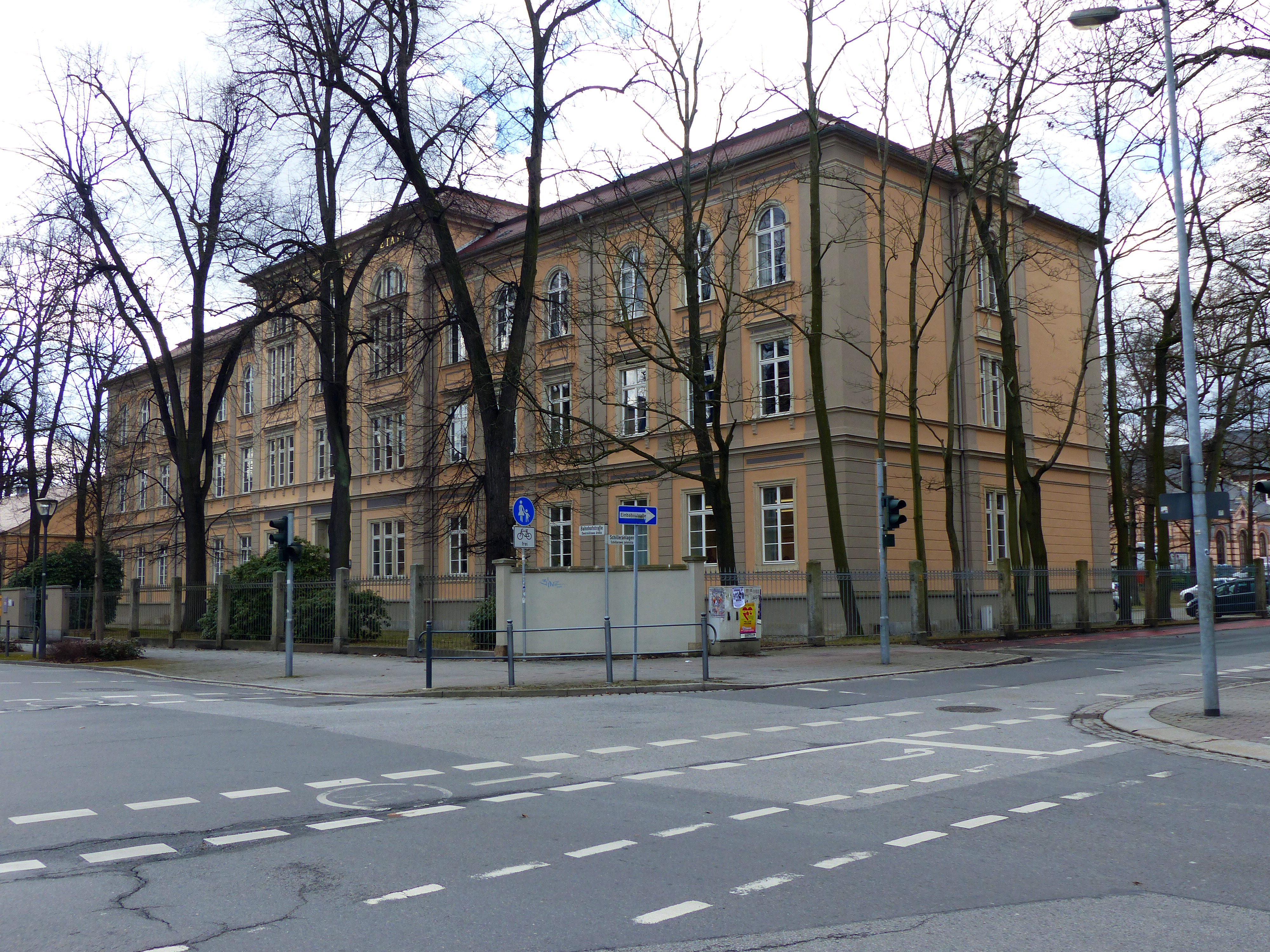
Гімназія Philipp-Melanchthon
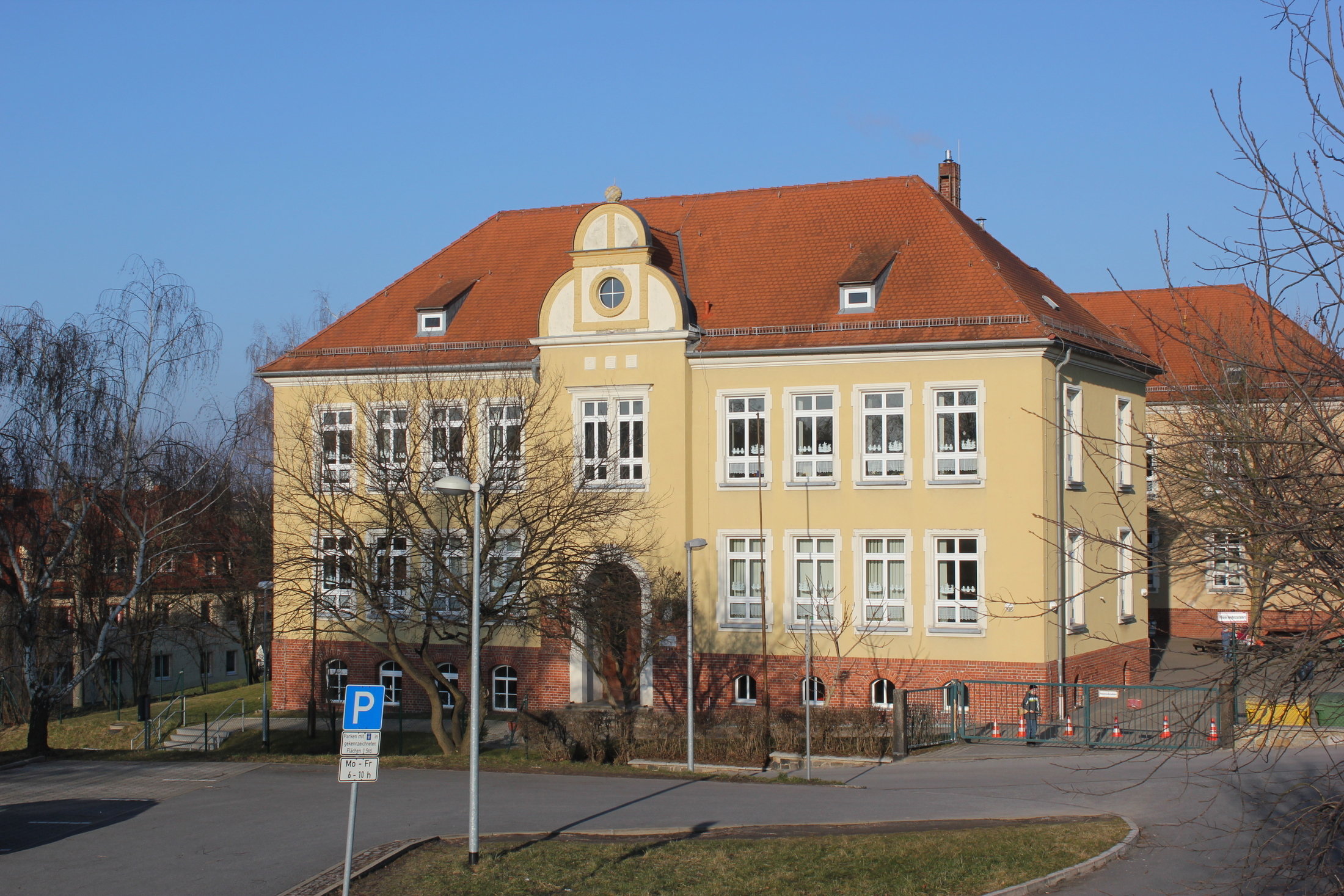
Школа